# Paul Jacobs (Eishockeyspieler)
Paul Oronhyatekha Jacobs (* 9. März 1894 in Montréal, Québec; † 1. Mai 1973 in Michigan, USA) war ein kanadischer Eishockeyspieler, der während seiner aktiven Karriere zwischen 1912 und 1925 unter anderem ein Spiel für die Toronto Arenas in der National Hockey League auf der Position des Verteidigers bestritten hat.

## Karriere
Jacobs spielte zunächst für mehrere Teams in der Region um seine Geburtsstadt Montréal. Im Verlauf der Saison 1918/19 bestritt er eine Partie für die Toronto Arenas in der National Hockey League, ehe er wieder in den Amateurbereich zurückkehrte, wo er sowohl in Kanada als auch den Vereinigten Staaten spielte.